# Падь (речовина)
Падь (також медяна «роса», медвяна «роса») — солодка клейка рідина, що буває на листках дерев чи траві. Розрізняють падь рослинного походження, яку виділяють листки окремих рослин при певних умовах, або хвоя рослин у вигляді солодких краплин — медвяна «роса», і тваринного, що її виділяють попелиці, листоблішки та червеці та інші комахи. Найчастіше трапляється падь тваринного походження. Нерідко в падь потрапляють токсини й інші шкідливі для бджіл речовини, що містяться в соку рослин. Клейка поверхня листків, вкритих паддю, — хороший адсорбент різних твердих аерозолей із атмосфери. Падь на листі дерев забруднюється пилом, в неї потрапляють спори різних грибків і мікроорганізми, які там розмножуються. Внаслідок цього падь темніє, хімічний склад її змінюється.
Падь (медвяна «роса» і екскременти зазначених комах), зібрана бджолами і перероблена в мед, називається падевим медом. Медвяну «росу» та падь тваринного походження в вулику бджоли змішують з нектаром або раніше зібраним медом.
Падь містить отруйні для бджіл речовини, що у великій її концентрації в меді згубно впливають на бджіл у зимовий період.

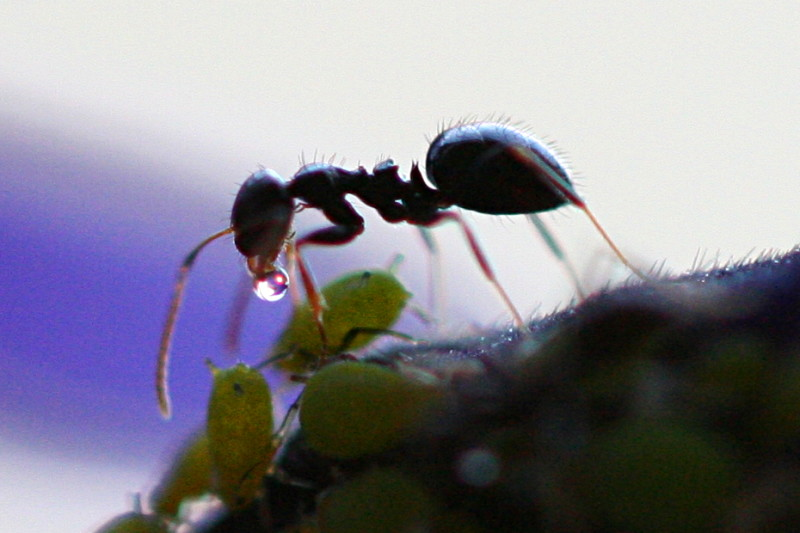
Мураха отримує падь від попелиці. Існують попелиці, котрі не виділяють свій рідкий секрет доти, доки до них не доторкнеться мураха, а після цього вони миттю віддають його у вигляді краплі, яка тримається на волосках навколо анального отвору.

## Падь тваринного походження
Падь, яку збирають бджоли, виділяє 71 вид попелиць (з кількох сотень видів цих комах), кілька видів листоблішок та червеців, що паразитують на 31 виді дерев та кущових рослин і 23 видах трав'яної рослинності. Досить часто ці комахи збираються в колонії, в яких можуть налічуватися від кількох особин до 10 тисяч на одному пагоні (у сливи). Чисельність і швидкість розмноження тлі залежить від різних умов, але особливо багато їх на свіжих пагонах. Тривалість життя колоній різної тлі 34-190 днів. З листоблішок найбільше значення для бджіл мають грушева (живе на груші, яблуні, кісточкових деревах, амурському бузку тощо) і яблунева (живе на яблуні та горобині). З червеців, малорухомих комах, найбільше значення має акацієвий плодовий червець (щитівки), який живе на ліщині, білій та жовтій акаціях, черешні, вербі, клені, липі, вільсі, горобині, малині та інших рослинах. За літо розвивається два покоління червеців, які виділяють падь у великій кількості в середині травня і в середині липня.
Живляться комахи соками рослин. Організм комах засвоює з соку, в основному, білки, частину цукрів, а виділяє як випорожнення продукти розкладу — небілкові азотисті сполуки, значну кількість незасвоєних цукрів та надлишок мінеральних солей. Виділення паді починається з моменту розпускання листя (у черемхи) і триває, поки комахи можуть живитися соками рослин — доки опаде листя (у дуба та верби). Одна тля на липі протягом 24 годин виділяє 0,00875 см3 паді. Оскільки попелиці знаходяться на нижній стороні листків, то виділені ними краплі рідини потрапляють на верхню сторону нижче розташованих листків, де і зливаються, утворюючи розпливчасті краплі. Якщо мурахи, бджоли і оси не зберуть цей секрет попелиць, він покривається пліснявою.
Падь попелиць рідша, ніж листоблішок. Хімічний склад паді різний. Склад паді залежить від виду рослини, часу живлення комах і від місцевості. В середньому падь містить 24,9% води, 44,3% цукрів, 27,5% декстринів, 3,3% мінеральних солей. Падь містить від 9 до 23 амінокислот і амідів.
На збір паді бджолами впливає наявність комах, вид комах, атмосферні умови, пори року, наявність нектарного взятку та ін. Головним чином бджоли збирають падь вранці, коли багато паді накопичується за ніч. Вдень зазвичай бджоли падь не збирають, оскільки вона швидко підсихає і стає недоступною для збору. Залітаючи на верхівки дерев в тих районах, де мурашок мало, бджоли можуть без всякої конкуренції збирати її у великих кількостях. Це особливо цінне для бджіл у ті періоди, коли потрібних розквітлих квіток мало або коли вони неактивно виділяють нектар внаслідок посухи.

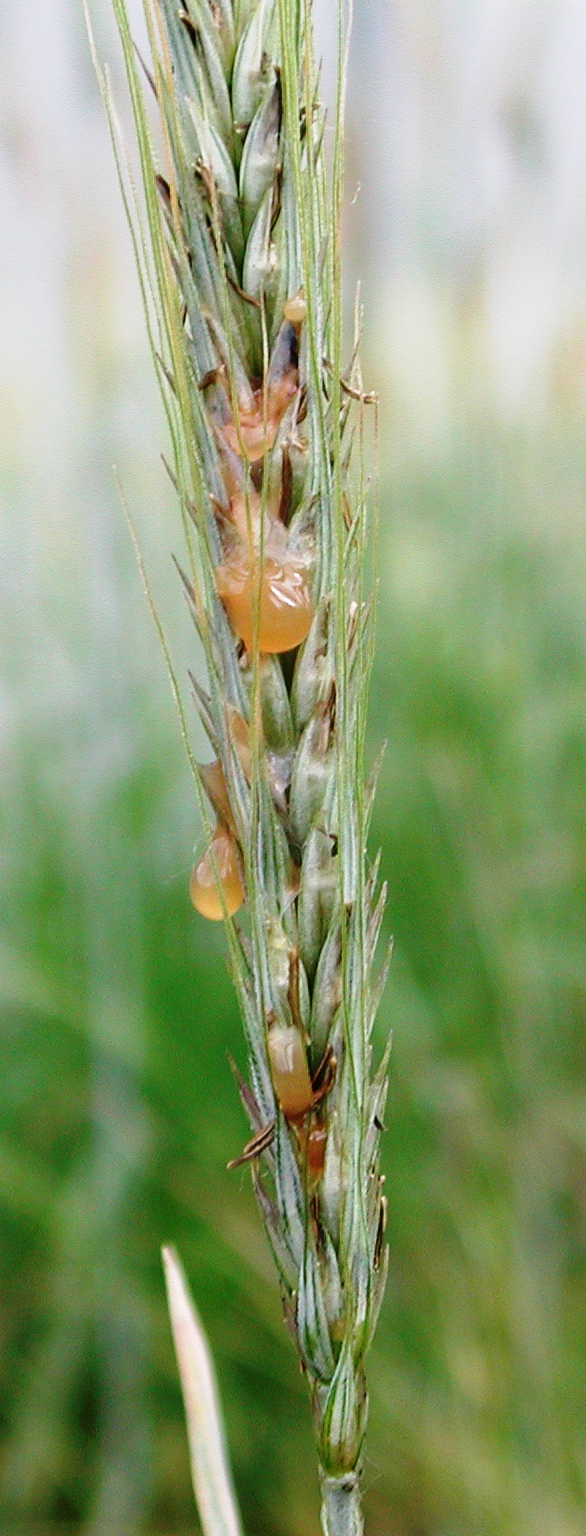
Падь на житі викликана Claviceps purpurea

## Медвяна «роса»
Медвяна «роса», або падь рослинного походження — солодкий сік, що виступає на листках дерев і трав'яної рослинності. Така падь не містить продуктів розпаду білка. Найчастіше така росяна падь з'являється сухими ранками. Появу її породжує вплив різкої зміни температур вдень і вночі. Виділяється вона продихами листків. Зазвичай медвяна «роса» виділяється восени, коли жаркі дні змінюються холодними ночами. В утворенні медвяної роси нектароносні тканини рослин не беруть участі, тому падь рослинного походження не слід змішувати з виділеннями солодкого соку позаквітковими нектарниками, як це буває у бавовнику, гірської волошки, горошку, черешні, бузини, глоду та ін.
Бджоли збирають медвяну росу вранці, і лише якщо в розчині цукру більше за 1-2%. (він може підвищуватись за рахунок її підсихання). Під час повного підсихання медяної роси на лисках з'являються сухі блискучі дрібні цукристі плямки, і таку висохлу падь бджоли збирати не можуть. Тому, здебільшого, медвяну росу бджоли збирають на початку спектоного дня після холодної ночі й жаркого попереднього дня.
У великих кількостях і найчастіше падь виділяється на акації білій та жовтій, березі, бруслині, глоді, бузині червоній, в'язі, грабі, дубі, вербі, гіркокаштані, калині, жостері, липі, вільсі, осиці, ліщині, шипшині, горобині, сосні, терні, тополі, черемшині.
Іноді виділяється падь на фруктових деревах (вишні, груші, сливі, яблуні) і на деяких трав'янистих рослинах.
Медвяна роса за своїм складом близька до паді тваринного походження, але сама вона та домішки її до квіткового меду менш шкідливі, ніж падь і падевий мед тваринного походження.